# Алісія Баумгарднер
Алісія Баумгарднер (англ. Alycia Baumgardner; нар. 24 травня 1994) — американська професійна боксерка, яка виступає у другій напівлегкій вазі. Володарка титулів WBC та IBO з 2021 року та WBO, IBF і The Ring з 2022 року. 4 лютого 2023 року стала абсолютною чемпіонкою світу в другій напівлегкій вазі серед жінок.

## Особисте життя
Мати Баумгарднер має німецьке, японське та корейське походження, а батько — афроамериканець.

## Професійна кар'єра
Баумгарднер дебютувала на професійному рингу 4 березня 2017 року в бою проти Брітен Харт. Вона здобула перемогу технічним нокаутом у першому раунді. Через 22 дні Баумгарднер здобула свою другу перемогу як професіонал, здолавши Венді Тоні за 63 секунди. Два інші бої, які вона провела того ж року, завершилися так само швидко: 30 червня 2017 року вона зупинила Лашанду Таброн за 57 секунд, а 25 серпня 2017 року — Брітні Артіс за 36 секунд.

### Баумгарднер проти Террі Гарпер
У листопаді 2021 року Алісія Баумгарднер стала чемпіонкою світу за версіями WBC та IBO у другій напівлегкій вазі, здолавши технічним нокаутом у 4-му раунді Террі Гарпер. Після цього поєдинку вона підписала контракт із промоутерською компанією Едді Гірна Matchroom Boxing.

### Баумгарднер проти Матіссе
У квітні 2022 року Matchroom Boxing оголосила про перший бій Баумгарднер під їхньою егідою, який відбувся 16 квітня проти колишньої чемпіонки світу в напівлегкій вазі Едіт Соледад Маттіссе на Манчестер Арені. Поєдинок транслювався в прямому ефірі на телеканалі DAZN. Баумгарднер успішно захистила свої титули WBC та IBO, здобувши перемогу одностайним рішенням суддів (100-90, 100-90, 100-90).

### Баумгарднер проти Майєр
У жовтні 2022 року Баумгарднер здолала одностайним рішенням Мікаелу Майєр (96-95, 96-95, 93-97) і додала до своєї колекції поясів титули IBF і WBO.

### Баумгарднер проти Мехалед
4 лютого 2023 року Алісія стала абсолютною чемпіонкою у другій напівлегкій вазі, здолавши одностайним рішенням Ельхем Мехалед (99-89, 99-89, 98-90).

### Баумгарднер проти Лінардату
Баумгарднер проведе свій перший захист абсолютної чемпіонки світу в другій напівлегкій вазі 15 липня 2023 року у поєдинку проти Крістіни Лінардату, яка у 2018 стала єдиною боксеркою, якій вдалося здолати Алісію.